# Herman Dijkstra
Herman Dijkstra (Amsterdam, 31 mei 1956) is een Nederlands voormalig voetballer die als linksbuiten speelde.
Dijkstra begon met voetballen bij Velocitas voordat hij bij FC Groningen kwam. Daar debuteerde hij in het seizoen 1973/74. In 1977 stopte hij na een ruzie met trainer Jan  Notermans en ging hij in een café-elftal De Oosterpoort spelen. Hier viel hij wederom op en in 1978 keerde hij terug bij Groningen. In 1982 ging hij naar PEC Zwolle als onderdeel van een ruil met Ron Jans. Begin 1983 zette trainer Cor Brom hem samen met teamgenoot Wim Walstra terug naar het tweede team nadat beiden zich na een stapavond ziek gemeld hadden voor de training maar dezelfde avond wel weer op stap waren in Zwolle. Onderwijl had zijn vrouw hem verlaten en had de kinderen meegenomen. 
Hij speelde hierna voor WKE uit Emmen en DIO uit Groningen. In het seizoen 1984/85 maakte hij kortstondig zijn rentree in het profvoetbal bij Veendam. Dijkstra werd prompt clubtopscorer van dat seizoen. Hij bouwde af bij amateurclubs Actief, Oosterparkers, PKC en Gruno.
In 2006 komt hij opnieuw in de aandacht als het blad Voetbal International zijn levensverhaal optekent waaruit blijkt dat hij een zeer bizar en turbulent leven heeft geleid. Dijkstra was de zoon van een prostituée en groeide op in pleeggezinnen. Hij was bijna zijn hele leven alcoholist. Op jonge leeftijd kwam hij met criminaliteit in aanraking als inbreker. De alcohol zorgde ervoor dat zijn voetballoopbaan niet succesvol werd en bij hem werd een hennepplantage aangetroffen. Ook had hij een wegens moord veroordeelde broer en een dochter die in Engeland vast zat wegens drugssmokkel.